# Anatole Guillot
Pour les articles homonymes, voir Guillot.
Anatole Frédéric Guillot, né le 23 février 1865 à Étigny et mort le 13 février 1911 à Paris (15e arrondissement), est un sculpteur, peintre et céramiste français.

## Biographie
Né à Étigny (Yonne) le 23 février 1865, Anatole Guillot est admis à l'École des beaux-arts de Paris dans les ateliers des sculpteurs Alexandre Falguière et Jean Gautherin.
Sociétaire de la Société des artistes français de 1882 jusqu'à sa mort, il obtient au Salon une médaille de troisième classe en 1889, une médaille de bronze en 1900 à l'occasion de l'Exposition universelle, puis une médaille de deuxième classe en 1901.
Il travaille régulièrement entre 1903 et 1906 pour la Manufacture de Sèvres, où il réalise de nombreux modèles de médaillons, de statuettes et de pièces de forme. 
Son style académique et sa maîtrise dans la réalisation d'œuvres monumentales lui valent de nombreuses commandes publiques. Sa notoriété lui permet d'être choisi pour réaliser, avec d'autres sculpteurs en renom, une partie des frises de céramique de la monumentale porte de la Concorde qui donnait accès à l'Exposition universelle de Paris en 1900. Huit hauts reliefs de cette Frise du travail, réalisées en grès émaillé dans les ateliers d'Émile Muller, ont été placés par Salvador Dali dans le décor du patio de son théâtre-musée à Figueras en Espagne.
Il remporte successivement en 1900, puis en 1904, avec ses confrères Edme Marie Cadoux, Henri Varenne et Albert Guilloux, les concours pour la restitution des 14 grands trophées de balustrade du corps central des façades donnant sur les parterres du nord et du midi du château de Versailles. 
Anatole Guillot a également produit des statuettes orientalistes, de fantaisie, de personnalités ou de sujets divers éditées en bronze ou en régule.
Il meurt d'une pneumonie le 13 février 1911 au 12, rue Dulac à Paris, où il avait installé son atelier.

## Œuvre

### Œuvres dans l'espace public
- Breuillet, parc du Moulin : Frise du Travail, 1900, haut-relief en grès émaillé. Provient du socle du pilier gauche de la porte de la Concorde à l'Exposition universelle de 1900 à Paris[4].
- Paris :
  - musée d'Orsay : Moissonneur, vers 1900, bas-relief en faïence émaillée[5].
  - Printemps : Rotonde du magasin du Printemps, 1910, bas-reliefs et statues en grès émaillé.
- Saint-Léger-Vauban, place du Montoir : Monument à Vauban, 1905, bronze[6].
- Sens :
  - hôtel de ville : Brennus, 1904, statue en bronze.
  - musée de Sens :
    - Le Renard, buste en terre cuite ;
    - Étude d'un maçon pour la Porte monumentale, 1900, haut-relief en plâtre patiné[7].
- Troyes, musée Saint-Loup : La Frise du Travail, vers 1900, haut-relief en grès émaillé. Réduction de l'œuvre présentée à l'Exposition universelle de 1900[8].

### Œuvres d'édition
- La Faneuse, statuette en albâtre.
- Le Moissonneur ou Le Faucheur, bronze à patine brune.
- Le Forgeron, régule à patine brune.
- Chasseur Kabyle, bronze.
- Jeune Orientale aux Bijoux, buste en régule polychrome.
- Victor Hugo, buste en bronze.
- Jeanne d'Arc, statuette en bronze.
- Les Chasseurs, paire de statuettes en bronze.
- Le Fantassin et Le Marin, paire de statuettes en bronze.
- Homme combattant un aigle, régule.
- Femme à la cruche, bronze.
- L'Étoile du Berger, régule à patine brune.
- Centaure, bronze.
- Fleurissez-vous, Messieurs !, bronze.

Œuvres d'Anatole Guillot
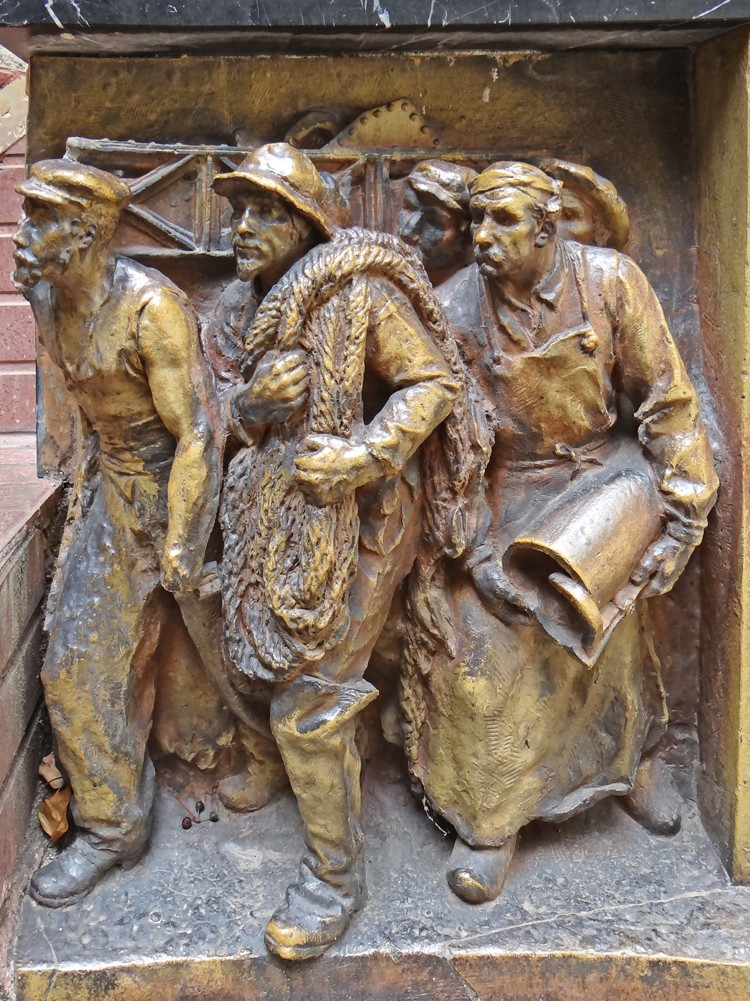
Détail de la Frise du Travail (1900), haut-relief, Figueras, Théâtre-musée Dalí.
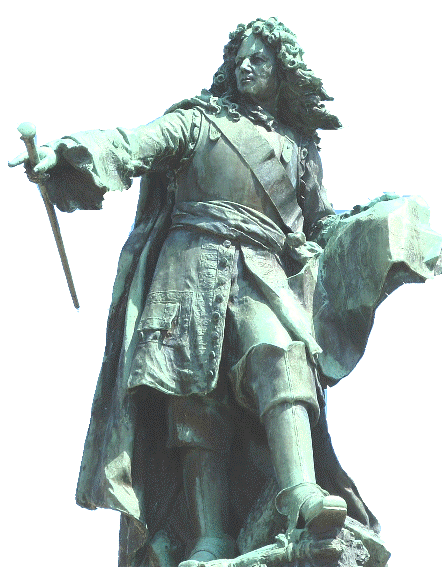
Détail du Monument à Vauban (1905), Saint-Léger-Vauban.
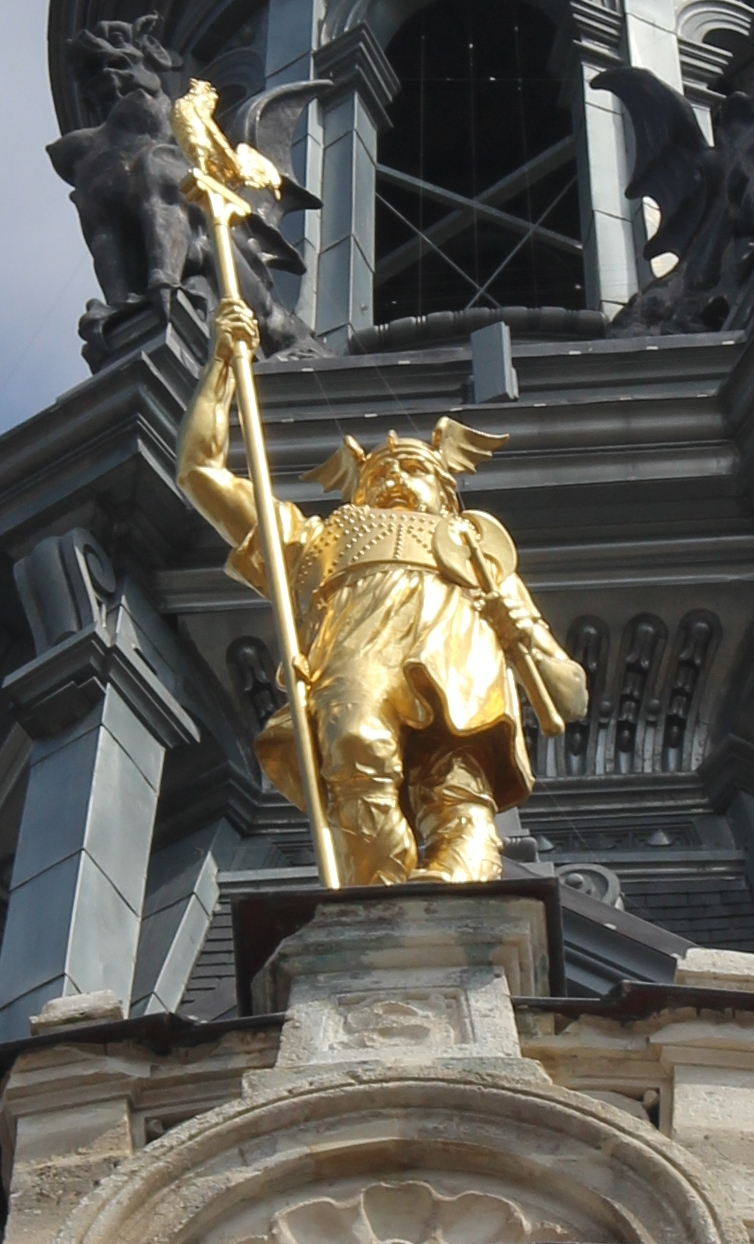
Brennus, statue en façade de l'Hôtel-de-Ville de Sens.